# Deni Hines
Dohnyale Sharon Hines, detta Deni (Sydney, 4 settembre 1970), è una cantante e attrice australiana.

## Biografia
All'inizio della sua carriera Deni Hines ha collaborato in tre singoli del gruppo Rockmelons, Ain't No Sunshine, That Word (L.O.V.E.) e  It's Not Over, che hanno raggiunto rispettivamente la 5ª, la 4ª e la 15ª posizione della ARIA Singles Chart. Nel 1992 ha interpretato il ruolo di Maria Maddalena nel musical Jesus Christ Superstar, lo stesso affidato alla madre Marcia venti anni prima, che ha tuttavia abbandonato l'anno seguente. Ha pubblicato il suo singolo di debutto It's Alright nel 1995; ha raggiunto la 4ª posizione della classifica australiana, la 34ª della belga, la 35ª nella britannica, la 22ª della francese e la 43ª della neozelandese. È stato certificato disco di platino in Australia, dove è risultato il 96º brano più venduto dell'anno, ed ha vinto un ARIA Music Award. Il singolo Imagination ha raggiunto la 37 posizione in Australia ed è stato il secondo estratto dall'album omonimo, 15º nella ARIA Albums Chart e che ha ricevuto due candidature agli ARIA Music Awards. È stato ulteriormente promosso dai brani I Like The Way e I'm Not in Love, rispettivamente 67º e 86º in madrepatria. Hanno seguito i singoli Joy, Delicious, Pull Up to the Bumper e Franzy, entrati nelle classifiche australiane e britanniche, e l'album di remix Remix Your Imagination. Nel 2006 ha recitato in una produzione teatrale dedicata a Dusty Springfield, mentre l'anno seguente ha realizzato un album jazz con James Morrison, che ha raggiunto l'86ª posizione in Australia e che ha ricevuto una candidatura agli ARIA Music Awards. Nel 2008 ha realizzato un singolo di beneficenza con Christine Anu, Takin' It to the Streets, per poi ottenere un ruolo minore nel film Mao's Last Dancer, diretto da Bruce Beresford.

## Discografia

### Album
- 1996 - Imagination/Pay Attention
- 2006 - Water for Chocolate
- 2007 - The Other Woman (con James Morrison)
- 2016 - The Soul Sessions

### Raccolte
- 2002 - A Delicious Collection

### Album di remix
- 1997 - Remix Your Imagination

### Singoli
- 1995 - It's Alright
- 1996 - Imagination
- 1996 - I Like The Way
- 1996 - I'm Not in Love
- 1997 - Dream Your Dream
- 1998 - Joy
- 1998 - Delicious
- 2000 - Pull Up to the Bumper
- 2001 - Frenzy
- 2006 - Water for Chocolate
- 2006 - Son of a Preacher Man
- 2007 - 5 Days of Rain
- 2007 - I Only Have Eyes for You
- 2008 - Takin' It to the Streets
- 2012 - Love Is in Control (Finger on the Trigger)
- 2016 - What About Love
- 2017 - I Got Your Back

#### Come artista ospite
- 1991 - Ain't No Sunshine (Rockmelons feat. Deni Hines)
- 1992 - That Word (L.O.V.E.) (Rockmelons feat. Deni Hines)
- 1992 - It's Not Over ((Rockmelons feat. Deni Hines))
- 2007 - Erotic City (Supafly feat. Deni Hines)
- 2014 - Stomp! (Marcia Hines feat. Deni Hines)